# Lindau (Suíça)
Lindau é uma comuna da Suíça, no Cantão Zurique, com cerca de 4.448 habitantes. Estende-se por uma área de 11,96 km², de densidade populacional de 372 hab/km². Confina com as seguintes comunas: Bassersdorf, Brütten, Illnau-Effretikon, Nürensdorf, Volketswil, Wangen-Brüttisellen, Winterthur.
A língua oficial nesta comuna é o Alemão.